# El camino a la realidad: Una guía completa a las leyes del universo
El camino a la realidad es un libro sobre la física moderna escrito por el físico matemático británico Roger Penrose, y publicado en 2004. Cubre los aspectos básicos del modelo estándar de la física moderna, hablando de la relatividad general y la mecánica cuántica, y luego se expande sobre la posible unificación de estas dos teorías. 

## Comentarios
El libro tiene poco más de 1100 páginas, de las cuales las 350 primeras están dedicadas a las matemáticas (el objetivo de Penrose era informar a los lectores curiosos con las herramientas matemáticas necesarias para comprender el resto del libro en profundidad). En la página 383, la física entra en el debate con el tema del espacio-tiempo. A partir de ahí se pasa a los campos de espacio-tiempo, que se derivan de las fuerzas clásicas eléctricas y magnéticas de los primeros principios, es decir, si uno vive en el espacio-tiempo de un tipo particular, estos campos se desarrollan naturalmente como consecuencia. La energía y las leyes de conservación aparecen en el debate de lagrangianos y hamiltonianos, antes de pasar a un análisis completo de la física cuántica, teoría de las partículas y la teoría cuántica de campos. Hay un capítulo completo dedicado a una discusión de los problemas de medición en la mecánica cuántica; las supercuerdas se incluyen en un capítulo cercano al final del libro, con conceptos como la gravedad y la teoría de twistores. El libro termina con una exploración de otras teorías y posibles formas de avanzar. 
La obra trata sobre el mundo físico. Muchos campos que los científicos en el siglo XIX consideraban por separado, la electricidad y el magnetismo, por ejemplo, son facetas de unas propiedades más fundamentales. Algunos textos, tanto populares como de nivel universitario, introducen estos temas como conceptos separados y luego «fuerzan» la combinación de ellos mucho más tarde. En «el camino a la realidad» este proceso se invierte, en primer lugar demostrar que la matemática es necesaria para discutir el espacio-tiempo que parece que vivimos, a continuación, muestra que el electromagnetismo, simplemente se cae totalmente formado. 
Como Penrose admite, los capítulos finales reflejan su perspectiva personal, a diferencia de lo que él considera la moda actual entre los físicos teóricos. Él es escéptico sobre la teoría de cuerdas, a la que él prefiere la gravedad cuántica de bucles, es optimista sobre su propio enfoque, la teoría de twistores, y tiene algunos puntos de vista controvertidos sobre el papel de la conciencia en la física, tal como figura en sus libros anteriores (ver Las sombras de la mente).
A diferencia de otros libros de divulgación científica, en particular, Breve historia del tiempo, de Stephen Hawking, Penrose escribe este libro para un lector que puede entender matemáticas avanzadas. No sigue la premisa de su colega de que cada ecuación le hará perder un lector. Comienza con temas sencillos como la demostración del teorema de Pitágoras, teoría de los números enteros, racionales y complejos para luego adentrarse en temas como el cálculo, las variedades matemáticas, las series de Fourier, la superficie y la esfera de Riemann, el análisis complejo, entre otros. Aunque Penrose explica cada tema apenas lo introduce, es necesario consultar otras fuentes para poder comprenderlo, si no se tienen los conocimientos necesarios.